# غونتر نيتزر
غونتر نيتزر (بالألمانية: Günter Netzer)‏ ، من مواليد 14 سبتمبر 1944 ، لاعب كرة قدم ألماني سابق. لعب مع منتخب ألمانيا لكرة القدم.

## روابط خارجية
- غونتر نيتزر على موقع IMDb (الإنجليزية)
- غونتر نيتزر على موقع مونزينجر (الألمانية)
- غونتر نيتزر على موقع ديسكوغز (الإنجليزية)
- غونتر نيتزر على موقع قاعدة بيانات الفيلم (الإنجليزية)
- غونتر نيتزر على موقع كينوبويسك (الروسية)

- غونتر نيتزر على موقع الاتحاد الدولي (مؤرشف)  (الإنجليزية)
- غونتر نيتزر على موقع الاتحاد الأوربي (الإنجليزية)
- غونتر نيتزر على موقع قاعدة بيانات كرة القدم.إي يو (الإنجليزية)
- غونتر نيتزر على موقع بيانات كرة القدم. دي إي (الألمانية)
- غونتر نيتزر على موقع ناشيونال فوتبول تيمز (الإنجليزية)
- غونتر نيتزر على موقع عالم كرة القدم.نت (الإنجليزية)
- غونتر نيتزر على موقع كووورة